# Frančiška Štefančič proti Sloveniji
Frančiška Štefančič proti Sloveniji (št. 58349/09) z dne 24. 10. 2017 je primer, v katerem je Evropsko sodišče za človekove pravice odločilo, da je Republika Slovenija odgovorna za smrt osebe, ki je umrla med policijsko intervencijo, s tem pa je Slovenija kršila pravico do življenja iz 2. člena Konvencije o varstvu človekovih pravic in temeljnih svoboščin. 

## Ozadje primera
Pritožnica Frančiška Štefančič, je 23. oktobra 2009 vložila tožbo zoper Republiko Slovenijo zaradi smrti njenega sina Branka Štefančiča. Le-ta je trpel za paranoično shizofrenijo in depresijo in bil večkrat zdravljen. Tožilstvu v Novi Gorici je grozil, da bo prišel tja oborožen, zato so o tem obvestili Psihiatrično bolnišnico Idrija. Ker naj bi v zadnjih nekaj tednih večkrat grozil, da bo ubil ljudi, je psihiater odločil, da je nevaren in potrebuje zdravljenje ter predlagal asistenco policije pri premestitvi v bolnišnico. Odhodu tja je Branko Štefančič nasprotoval. Ob posredovanju policistov je začel kričati in jih odrivati ter se upirati, zato so uporabili fizično silo in ga vklenili. Med intervencijo je bruhal, kar je prisotni zdravnik pripisal fizičnemu naporu. Pozneje so ugotovili nepravilno bitje srca in ga začeli oživljati. Nekaj trenutkov kasneje je Štefančič umrl. Tožilka trdi, da je doživela močno bolečino in trpljenje zaradi smrti sina. Državo obtožuje, da je odgovorna za smrt njenega sina, preiskava okoliščin tragičnega dogodka pa naj bi potekala tako, da resnica ne bi prišla na dan in bi se pristojni organi izognili odgovornosti, zato je zahtevala 150.000 evrov odškodnine. Država se brani, da je bila uporaba sile nujna. Štefančič naj bi se zadušil z bruhanjem, vendar mu niso mogli pravočasno pomagati, ker se je upiral. Preiskavo so izvedle slovenske oblasti.

## Postopek
Sodišče je odgovarjalo na vprašanje, ali je država ravnala v skladu z 2. členom Konvencije in je tako odgovorna za smrt človeka, ki je bil pod neposrednim nadzorom njenih organov. 
Sodišče je postavilo pravilo, da je država odgovorna, če pride do poškodb ali smrti človeka v času, ko je bil pod neposrednim nadzorom njenih represivnih organov. 
Preiskava, ki so jo izvedli slovenski preiskovalni organi, je bila nezadostna in neustrezna, saj ni rešila niti vprašanja odgovornosti za smrt. Osebam, ki so aretirane je treba nemudoma nuditi zdravstveno pomoč, če njihovo stanje to zahteva. Sodišče je ocenilo, da je bila odločitev za prisilno hospitalizacijo upravičena, vendar je v takšnih primerih glede na zdravstveno stanje treba še posebej paziti na uporabljene metode in silo. 

## Odločitev ESČP
Sodišče v sestavi Senata sedmih sodnikov se soglasno strinja, da je prišlo do kršitve 2. člena Konvencije o človekovih pravicah in temeljnih svoboščinah. Ker je sodišče ugotovilo, da je država RS odgovorna za smrt sina pritožnice, ki je posledica policijskega poskusa njegove prisilne hospitalizacije, mora Republika Slovenija plačati tožilki 36.000 evrov odškodnine. 